# Birdland (New York)

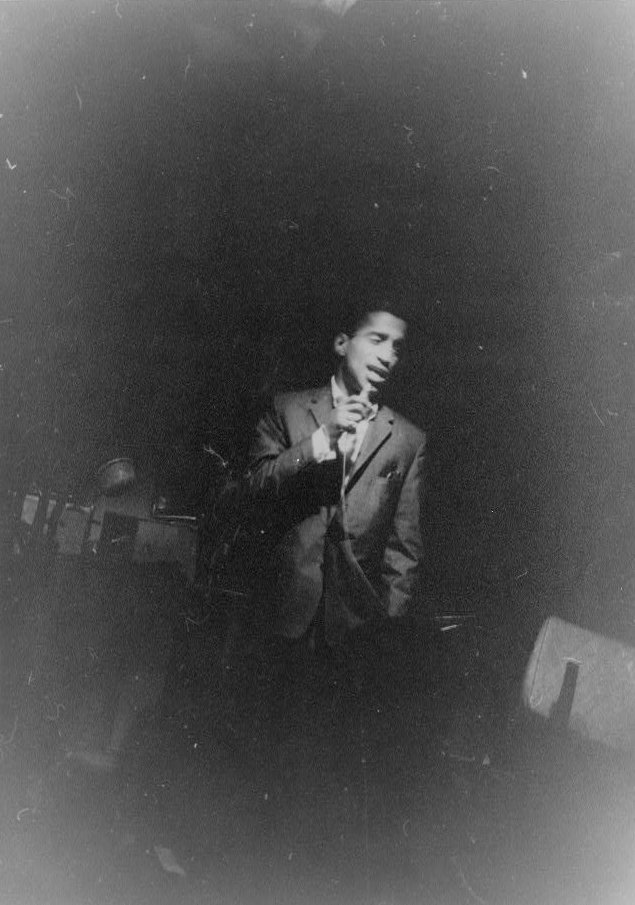
Sammy Davis Jr. im Birdland (1956)

Das Birdland, auch The Jazz Corner of the World genannt, war ein 1949 gegründeter Jazzclub am Broadway in New York. Benannt wurde der Club nach dem Jazz-Saxophonisten Charlie „Bird“ Parker. Obwohl das Birdland zunächst zu den beliebtesten Clubs New Yorks gehörte, schloss es bereits 1965. 

## Geschichte

### Das ursprünglicheBirdland(1949–1965)
Das Birdland wurde 1949 von Morris Levy und Erving Levy eröffnet (später wurde es von Oscar Goodstein geleitet). Mitgründer war der Jazz-Entrepreneur Monte Kay, der Inhaber des New Yorker Jazzclubs Royal Roost. Das Birdland befand sich in 1678 Broadway zwischen der 52. – auch The Street of Jazz oder einfach The Street genannt – und der 53. Straße (obwohl näher zur 53. meist der 52. zugerechnet), diese Lage verlieh dem Club auch den Beinamen The Jazz Corner of the World. Seinen eigentlichen Namen verdankt das Birdland dem Jazzsaxophonisten Charlie Parker, der auch Yardbird oder kurz Bird genannt wurde.
Die glanzvolle Eröffnung des Birdland am 15. Dezember 1949 wurde als All-American Jazz Festival angekündigt und bot Jazz von Dixieland bis Bebop. Es spielten neben Parker auch Lester Young, Stan Getz, Harry Belafonte, Hot Lips Page, um nur einige zu nennen. In der Folge traten neben Parker aber auch weitere Musiker von Rang und Namen auf, darunter Dizzy Gillespie und Miles Davis. Erstmals waren hier im rückwärtigen Teil des Auditoriums hinter einer Glasscheibe Kontrollstudios installiert, aus denen die Aufführungen live als Radioshows übertragen wurden. Zum 400 Zuschauer fassenden Auditorium führten mit Teppichen belegte Treppenstufen. In der Anfangsphase hingen an der Decke mindestens 20 Vogelkäfige mit echten Finken, die „Bird“ von Birdland. In den 1950er Jahren war das Birdland unter anderem das New Yorker Hauptquartier der Count Basie Band. Während der ersten fünf Jahre hatte das Birdland etwa 1,4 Millionen Besucher (bei einem Eintrittspreis von $ 1,50). Regelmäßige Gäste im Birdland waren die Schauspieler Gary Cooper, Marilyn Monroe, Frank Sinatra, Marlene Dietrich, Ava Gardner und Sammy Davis Jr. sowie die Boxer Joe Louis und Sugar Ray Robinson.
Markenzeichen des Birdland war der Titel Lullaby of Birdland von George Shearing aus dem Jahr 1952, der ursprünglich als Erkennungsmelodie diente. Der Titel entwickelte sich mit der Zeit zum Jazzstandard, der von einer Vielzahl von Musikern – auch in einer vokalen Version mit einem Text von George David Weiss versehen – interpretiert wurde.
Shows aus dem Birdland wurden teilweise Live im Radio übertragen, so zum Beispiel die Shows von Miles Davis vom 2. Juni 1951, bei denen Davis mit „side men“ wie Charles Mingus, J. J. Johnson und Art Blakey auftrat. Beliebt waren vor allem die Übertragungen des Radio-DJs Symphony Sid Torin. Zudem wurde das Birdland – wie auch das Village Vanguard – zur Produktion von Liveaufnahmen verwendet. Markenzeichen vieler Aufnahmen ist die markante Stimme des Hausansagers Pee Wee Marquette. Pee Wee Marquettes berühmte Ansage vom 21. Februar 1954 ist als Sample im Song „Cantaloop“ der britischen Formation Us3 zu hören.
Neben dem Birdland existierten noch 12 weitere größere Jazzclubs dieser Art wie beispielsweise das Vanguard. Während das Vanguard bis heute weiter existiert, verlor man am Birdland mit Beginn der 1960er Jahre das Interesse, und 1965 musste das mittlerweile legendäre Birdland wegen erhöhter Mieten schließen. Unter dem letzten Besitzer Lloyd Price wurde dort überwiegend Rock und Rhythm and Blues gespielt. Heute befindet sich in dem Gebäude ein „Gentlemen’s Club“.

### Das neueBirdland(seit 1986)

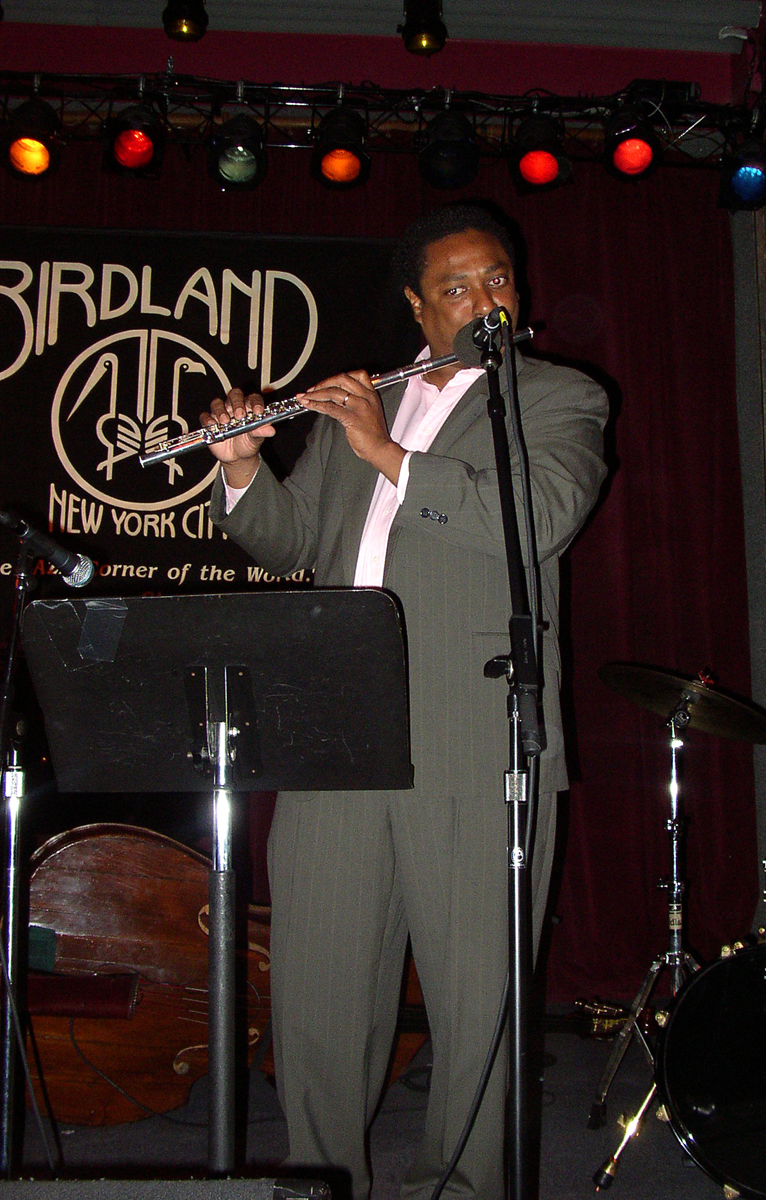
Vincent Herring im neuen Birdland (2005), im Hintergrund das Logo

1986 wurde in der 105. Straße in der Nähe von Harlem ein neues Birdland eröffnet, das vorwiegend international weniger bekannte Musiker präsentierte und auf das lokale, afro-amerikanische Publikum ausgerichtet war. Nach der Verlegung in die 44. Straße 1996 wurde das Konzept komplett auf ein touristisches Publikum und Stars wie Michael Brecker oder Pat Metheny umgestellt.

## Aufnahmen aus demBirdland
- 1951: Miles Davis – Birdland 1951 (Blue Note)
- 1954: Art Blakey Quintet – A Night at Birdland (Vol. I–III; Blue Note)
- 1956: Friedrich Gulda & His Sextet – Friedrich Gulda at Birdland (Decca)
- 1960: Art Blakey & The Jazz Messengers – Meet You at the Jazz Corner of the World (Blue Note)
- 1960: Bill Evans: The Legendary Trio at Birdland 1960 Revisited (ezz-thetics, ed. 2024)
- 1962: Toshiko Akiyoshi und Charlie Mariano – Live at Birdland (Fresh Sound)
- 1963: John Coltrane – Live at Birdland (Impulse!)
- 2001: Dave Holland Quintet – Extended Play: Live at Birdland
- 2011: Trio 3 + Geri Allen: Celebrating Mary Lou Williams (Live at Birdland New York), mit Oliver Lake, Reggie Workman, Andrew Cyrille

## Erwähnungen in Literatur und Musik
- 1957 beschrieb Jack Kerouac in On the Road einen Besuch im Birdland. Er und Dean Moriarty besuchten am langen Neujahrswochenende 1949 den Auftritt des George Shearing Quartetts (aus seinen „großen 1949 Tagen“, bevor er „cool und kommerziell wurde“).[12]
- 1977 veröffentlichte die US-amerikanische Fusion-Band Weather Report die Hommage Birdland.
- 1988 schrieb die irische Rockband U2 in ihrem Titel Angel of Harlem: „Birdland on 53, the streets sounds like a symphony“.
- 1994 brachte die britische Band Us3 die Single Cantaloop heraus, deren kreativer Kopf Geoff Wilkinson Zutritt zu den Archiven der Plattenfirma Blue Note Records bekommen hatte und die Erlaubnis besaß, von den alten Mehrspurtonbändern Samples zu erstellen. Das Ergebnis ist sowohl auf der Single Cantaloop als auch auf der CD Hand on the Torch zu hören: Wilkinson hat sowohl Teile der Birdland-Ansage Pee Wee Marquettes aus dem Jahr 1954, als auch Teile des Klavierparts von Herbie Hancocks Original aus dem Jahr 1964 gesamplet.